# Małgorzata Czudak
Małgorzata Czudak (ur. 13 lipca 1968, zm. 28 maja 2025) – polska projektantka mody oraz nauczycielka akademicka, doktor habilitowana, profesor Akademii Sztuk Pięknych w Łodzi.

## Życie i twórczość
Ukończyła studia na Akademii Sztuk Pięknych im. Władysława Strzemińskiego w Łodzi, gdzie  pracowała jako wykładowca  prowadziła Pracownię Projektowania Ubioru („Pracownia 240”), w której realizowała autorski program nauczania. Do studentów i absolwentów pracowni należeli m.in.: Domi Grzybek, Monika Błażusiak, Joanna Startek, Jacek Klosiński, Dominika Naziębły, Ewelina Klimczak, Paulina Matuszelańska, Ola Bąkowska, Łukasz Jemioł, Michał Szulc, Ranita Sobańska czy Piotr Drżał. W 2008 uzyskała doktora habilitowanego za kolekcję ubiorów Minimal. 
Projektantka współpracowała z różnymi firmami odzieżowymi, instytutami czy showroomami (m.in. Pomada z Warszawy). Prowadziła seminaria, wykłady, publikowała teksty dot. mody i tendencji. Jest autorką przewodnika po Łodzi skupiającego się na designu, „MC LODZ-subiektywny przewodnik po Łodzi”, który otrzymał II nagrodę w konkursie Złote Formaty organizowanym przy współpracy z magazynem Elle, jako jedyne wydawnictwo promujące miasto Łódź. Przygotowywała również niekomercyjne projekty, np. na Łódź Design Festival. Od 2011 projektowała pod własnym nazwiskiem. Jej projekty charakteryzują się minimalizmem, skupiając się na funkcjonalności oraz świadomym projektowaniu. Autorka twierdziła, że kieruje się dewizą „mniej znaczy więcej” (ang. less is more). Jej projekty pojawiły się takich czasopismach jak Twój Styl, Elle, Fashion Magazine czy Exklusiv.Od 2023 wiceprezes Stowarzyszenia Pola Designu.
Od 1996, razem z Iloną Majer i Rafałem Michalakiem, prowadziła studio projektowe MMC Design, które realizowało projekty m.in. dla takich firm odzieżowych jak Quiosque czy Reserved, ale również zajmowało się tworzeniem autorskich projektów. MMC prezentowało swoje kolekcje podczas wielu autorskich pokazów w Polsce i za granicą, m.in. w Kopenhadze, Hadze czy w Moskwie – podczas Moscow Fashion Week, oraz od pierwszej edycji na FashionPhilosophy Fashion Week Poland. Studiu przyznano wiele nagród i wyróżnień, w tym tytuł Projektant Roku 1999 oraz tytuł Doskonałość Mody Twojego Stylu 2011. 
Została pochowana 4 czerwca 2025 na Cmentarzu na Mani w Łodzi.

### Pokazy autorskich kolekcji
Premierowe pokazy autorskich kolekcji Małgorzaty Czudak:
- czerwiec 2012 – Soho Factory – kolekcja Quasi Nero[10]
- luty 2012 – MC BRUNCH – kolekcja Greysh[5]
- październik 2012 – kolekcja Sold